# 旭市立中央小学校
旭市立中央小学校（あさひしりつ ちゅうおうしょうがっこう）は、千葉県旭市にある公立小学校。

## 沿革
出典
- 1873年（明治6年）3月10日 - 真福寺を教場として、第1大学区第33中学区第5小学区成田小学校を創立。
- 1890年（明治23年）4月1日 - 旭尋常小学校と改称。
- 1893年（明治26年）5月1日 - 高等科を新設し、旭尋常高等小学校と改称。
- 1917年（大正6年）5月1日 - 旭尋常小学校東校を併合。
- 1941年（昭和16年）4月1日 - 国民学校令により、旭町国民学校と改称。
- 1947年（昭和22年）4月1日 - 学制改革により、旭町立旭小学校と改称。
- 1954年（昭和29年）7月1日 - 旭町の市制施行と校名変更により、旭市立中央小学校と改称。
- 1962年（昭和37年）4月1日 - 特殊学級を開設。
- 1971年（昭和46年）4月1日 - 言語治療教室を開設。
- 1978年（昭和53年）4月1日 - 旭中央病院内に病弱虚弱学級を開設。
- 1991年（平成3年）7月7日 - 創立100周年記念式典挙行。
- 1999年（平成11年）4月1日 - 情緒障害特殊学級を開設。
- 2001年（平成13年）3月7日 - 屋内運動場竣工。
- 2004年（平成16年）4月1日 - 通知表の2期制を導入。
- 2005年（平成17年）4月1日 - 2学期制に移行。
- 2006年（平成18年）4月1日 - 学校評議員制度施行。LD等通級学級（にこにこ）教室を開設。
- 2007年（平成19年）4月1日 -  LD等通級学級（にこにこ）教室をLD・ADHD通級学級（にこにこ）教室と改称。
- 2008年（平成20年）3月 - 耐震対策大規模改修工事完了。
- 2010年（平成22年）4月1日 - 北校舎建設開始。
- 2011年（平成23年）3月 - 北校舎完成。
- 2017年（平成29年）2月 - 屋内運動場非構造部材の耐震化工事完了。
- 2020年（令和2年）3月 - 普通教室と特別教室にエアコン設置。

## 通学区域
出典
- 旭市
  - イ（全域）
  - ロ（全域）
  - ハ（1～2734番、2817～3043番(十日市場岡)）
  - 二（1～5944番(宿・新川・六区・袋)）
  - 西足洗（562～677番、684～716番、720～722番、725～727番、730番1号、740番2号、741番2号、742番、743番、745～758番、760番、761番、764番、766～771番、902～906番、1086番、1114～1119番、1152番、1153番、2706番、2746～2774番、2785～2788番、2792～2796番、3042番、3063～3068番、3077～3116番(西足洗岡(大利根用水路以北))）

## 進学先中学校
出典
- 旭市立第一中学校 - ハ（374～624番、1013番3号～2734番、2817～3043番）から通う児童の進学先
- 旭市立第二中学校 - 上述の第一中学校学区を除く地域から通う児童の進学先

## 学校周辺
- 旭市立中央第一保育所 - 進学前保育所のひとつ
- 三光塾旭教室

## アクセス
- 千葉交通「旭銚子線」で、「旭駅入口」バス停から、徒歩約285m・約5分。
- JR東日本総武本線旭駅から、徒歩約600m・約9分。